# Биорел
Биорел (фр. Bihorel) насеље је и општина у северној Француској у региону Горња Нормандија, у департману Приморска Сена која припада префектури Руан.
По подацима из 1999. године у општини је живело 9057 становника, а густина насељености је износила 3608 становника/km². Општина се простире на површини од 2,51 km². Налази се на средњој надморској висини од 157 метара (максималној 167 m, а минималној 80 m).

## Демографија
| 1962. | 1968. | 1975. | 1982.  | 1990. | 1999. | 2006. | 2011. |
| ----- | ----- | ----- | ------ | ----- | ----- | ----- | ----- |
| 4.072 | 7.009 | 9.382 | 10.121 | 9.358 | 9.057 | 8.664 | 8.415 |

График промене броја становника у току последњих година